# Gobius roulei
Gobius roulei é uma espécie de peixe pertencente à família Gobiidae.
A autoridade científica da espécie é de Buen, tendo sido descrita no ano de 1928.

## Portugal
Encontra-se presente em Portugal, onde é uma espécie nativa e pouco comum.

## Descrição
Trata-se de uma espécie marinha. Atinge os 8 cm de comprimento total nos indivíduos do sexo masculino.